# Bartel BM-1
Bartel BM-1 Maryla – projekt polskiego myśliwca, autorstwa Ryszarda Bartla.

## Historia
Ryszard Bartel opracował projekt na konkurs ogłoszony w październiku 1924 r. przez Departament IV Żeglugi Powietrznej na projekt płatowca. Sama koncepcja samolotu powstała podczas pobytu konstruktora we Francji. Wyniki ogłoszono 16 listopada 1925 roku. BM-1 otrzymał 1. miejsce w klasyfikacji myśliwców jednomiejscowych i 4. miejsce w klasyfikacji generalnej, a Bartel otrzymał III nagrodę oraz 1000 zł . Żona Bartla miała na imię Maryla.
Zgodnie z warunkami konkursu, następnie miano zamówić dwa prototypy, serię próbną 10 egzemplarzy, a potem rozpocząć produkcję seryjną samolotu. W preliminarzu budżetowym Dep. IV. Ż.P. na 1926 r. przewidywano zamówienie w WWS „Samolot” 100 samolotów myśliwskich. Najprawdopodobniej miały to być BM-1, lecz zamówienia nie zrealizowano .

## Opis konstrukcji
Samolot był oryginalną konstrukcją, mimo że w pewnym stopniu nawiązywał do samolotów Nieuport-Delage. Był to jednomiejscowy górnopłat zastrzałowy o konstrukcji drewnianej. Płat dwudźwigarowy, dwudzielny. Kadłub półskorupowy. Kabina odkryta. Podwozie klasyczne stałe. Nietypowym rozwiązaniem było użycie rozpórek w kształcie litery „Y” do połączenia podwozia z kadłubem. Projekt nie nosił żadnego oficjalnego oznaczenia, ale Ryszard Bartel nazwał go BM-1 .

## Dane techniczne
Dane z: Bartel BM-1 "Maryla", 1925 , Polish Aircraft 1893–1939, Samoloty wojskowe w Polsce 1924-1939 
Charakterystyki ogólne
- Załoga: 1
- Długość: 7 m
- Wysokość: 3 m
- Rozpiętość: 11 m
- Powierzchnia skrzydeł: 22 m²
- Masa własna: 1020 kg
- Masa użyteczna: 1500 kg
- Napęd: 1 × chłodzony cieczą silnik tłokowy, rzędowy Lorraine 12E Courlis lub Hispano-Suiza o mocy 450 KM

Osiągi
- Prędkość maksymalna: 285 km/h

Uzbrojenie
- 2 × zsynchronizowany karabin maszynowy Vickers kal. 7,7 mm
- 2 × karabiny maszynowe Darne kal. 7,5 mm w skrzydłach